# Хлібодарівська сільська територіальна громада
Хлібодарівська сільська громада — територіальна громада в Україні, на території Волноваського району Донецької області. Адміністративний центр — село Хлібодарівка.
Утворена 17 липня 2020 року.

## Населені пункти
До складу громади входять 26 сіл: Хлібодарівка, Анадоль, Веселе, Вільне, Голубицьке, Діанівка, Затишне, Зачатівка, Златоустівка, Знаменівка, Калинове, Кропивницьке, Лазарівка, Лідине, Малинівка, Новомиколаївка, Новоолексіївка, Передове, Петрівка, Полкове, Привільне, Рівнопіль, Сонячне, Степне, Стрітенка, Шевченко та селище Зачатівка.